# Tre giorni dopo
Tre giorni dopo è un film del 2013 diretto da Daniele Grassetti.

## Trama
Nel quartiere romano del Pigneto tre ragazzi dividono una casa: Matteo, un venticinquenne fuorisede di Grosseto che sta preparando la tesi per la laurea in statistica; Nicola, che si mantiene tenendo lezioni di rilassamento muscolare per anziani, e Sandro, giocatore d'azzardo compulsivo impiegato in un punto scommesse. La loro dirimpettaia è Olimpia, una ragazza brasiliana che lavora in un locale da asporto e di cui Matteo è innamorato. Il proprietario della loro casa è il dottor Carlo, il boss locale che controlla il gioco d'azzardo, il quale ha un figlio soprannominato Pistacchietto, un bullo di borgata che in passato ha avuto una breve storia con Olimpia. Unico a tenere testa al boss locale è padre Moreno, parroco friulano della chiesa di Sant'Elena.
Matteo si sta preparando per andare tre giorni a Grosseto dove la nonna lo aspetta per festeggiare la Pasqua, ma Sandro, che ha perso tre mensilità d'affitto a carte, lo trascina in una sfida a biliardo per tentare di riscattare la perdita. La posta in gioco, a insaputa di Matteo, è la macchina di sua nonna e lo sfidante è proprio il dottor Carlo. Matteo, spesso vittima di attacchi di panico, viene colto dall'ansia e si prende una dose massiccia di tranquillanti che lo portano a perdere la partita. I tre amici a questo punto devono trovare un modo per pagare il debito e salvare l'auto della nonna di Matteo ma la macchina viene rimossa dai vigili e trasportata al deposito giudiziario dove i due custodi, Riccardino e Piero il Bello, trovano nel bagagliaio il cadavere di Pistacchietto, il figlio del dottor Carlo.

## Distribuzione
Il film è stato presentato in concorso al Giffoni Film Festival del 2013. Nelle sale italiane dal 1 giugno 2016, distribuito da Verdeoro.